# شاين كوفي
شاين كوفي (بالإنجليزية: Shane Coffey)‏ هو ممثل أمريكي، ولد في أبريل 1987 في لوس أنجلوس في الولايات المتحدة.

## أعمال

### أفلام
- (2014) عيون محدقة[4]

## وصلات خارجية
- شاين كوفي على موقع IMDb (الإنجليزية)
- شاين كوفي على موقع قاعدة بيانات الفيلم (الإنجليزية)